# Lipniki (województwo podlaskie)
Lipniki – wieś w Polsce położona w województwie podlaskim, w powiecie białostockim, w gminie Tykocin.
W latach 1975–1998 miejscowość administracyjnie należała do województwa białostockiego.
Wierni kościoła rzymskokatolickiego należą do parafii Parafia Trójcy Przenajświętszej w Tykocinie.

## Historia
W 1 połowie XVI wieku w Lipnikach założono folwark z dworem i ogrodem wchodzący w skład dóbr tykocińskich. Właścicielami Lipnik byli od 1433 do 1542 r. kolejno Jan Gasztołd starosta smoleński, Marian Gasztołd wojewoda trocki, Olbracht Gasztołd wojewoda wileński, Stanisław Gasztołd wojewoda trocki. Po bezpotomnej śmierci tego ostatniego w 1542 r. Lipniki wraz z dobrami tykocińskimi stały się własnością króla Zygmunta Augusta, a po jego śmierci w 1572 r. zostały uznane za starostwo. Królewszczyzną pozostawały do 1661 r., gdy sejm nadał je za zasługi Stefanowi Czernieckiemu. W II połowie XIX w. właścicielami Lipnik była rodzina Rostworowskich, po których w okresie międzywojennym Lipniki przejął Tadeusz Łowicki. Lipniki w II połowie XVI i na początku XVII w. były rezydencją starościńską, którą ukształtował Paweł Juriewicz Notowicz, dworzanin króla Zygmunta Augusta. Zlokalizował on folwark na skarpie nad doliną rzeki w sąsiedztwie łąk, przy drodze z Tykocina do Choroszczy. Szesnastowieczny dwór wzniesiono w pobliżu drogi prowadzącej z Tykocina i na granicy podwórza oraz kwaterowego ogrodu.
W latach 1571–1603 dwór w Lipnikach był główną rezydencją znanego renesansowego pisarza Łukasza Górnickiego i w tym dworze powstała większość jego dzieł.
W XIX wieku w pobliżu miejsca, gdzie stał renesansowy dwór Łukasza Górnickiego wzniesiono pałac z cegły, stojący na wysokim podpiwniczeniu.
W okresie międzywojennym właścicielem Lipnik był najpierw Tadeusz Łowicki, a po nim jego żona Maria z Dziekońskich Łowicka. W 1947 roku rozebrano dwór, a majątek rozparcelowano.